# تمايا
تمايا قرية سعودية، في محافظة رابغ بمنطقة مكة المكرمة. تقع في شرق مدينة رابغ بمسافة (25) كم.